# Agrostis alaskana
Agrostis alaskana é uma espécie de gramínea do gênero Agrostis, pertencente à família Poaceae.